# Szczawno (Łódź)
Pour les articles homonymes, voir Szczawno.
Szczawno est une localité polonaise de la gmina de Burzenin, située dans le powiat de Sieradz en voïvodie de Łódź.